# Liste der Gemeinden der Republika Srpska

Gemeinden der Republika Srpska (hellblau)

Die Regionen der Republika Srpska mit ihren Verwaltungs-Zentren

Die Republika Srpska ist eine von zwei Entitäten in Bosnien und Herzegowina. Nach dem „Gesetz über territoriale Organisation und kommunale Selbstverwaltung“ von 1994 wurde sie in 80 Gemeinden aufgeteilt. Diese umfassten auch Gebiete, die heute zur Föderation oder zum Brčko-Distrikt gehören. Nach dem Friedensabkommen von Dayton wurde das Gesetz im Jahr 1996 revidiert. Seitdem bestand die Republika Srpska aus 63 Gemeinden. Im Jahr 2014 kam Stanari als 64. Gemeinde hinzu.

## Liste der Gemeinden
Die 63 Gemeinden (Opštine) der Republika Srpska sind zu statistischen Zwecken zu sieben Regionen zusammengefasst:
- Region Banja Luka Die Region ist in 22 Gemeinden unterteilt:

1. Banja Luka (Stadtgemeinde)
2. Gradiška
3. Kostajnica
4. Čelinac
5. Istočni Drvar (zeitweise Srpski Drvar, zuvor Teil von Drvar)
6. Jezero (zuvor Teil von Jajce)
7. Kneževo (früher Skender Vakuf)
8. Kotor Varoš
9. Kozarska Dubica (früher Bosanska Dubica)
10. Krupa na Uni (zuvor Teil von Bosanska Krupa)
11. Kupres (RS) (zuvor Teil von Kupres)
12. Laktaši
13. Mrkonjić Grad
14. Novi Grad (früher Bosanski Novi)
15. Oštra Luka (zuvor Teil von Sanski Most)
16. Petrovac (zuvor Teil von Bosanski Petrovac)
17. Prijedor
18. Prnjavor
19. Ribnik (zuvor Teil von Ključ)
20. Srbac
21. Šipovo
22. Teslić

- Region Doboj Die Region ist in 10 Gemeinden unterteilt:

1. Brod (früher Bosanski Brod, zeitweise Srpski Brod)
2. Derventa
3. Doboj
4. Donji Žabar (zeitweise Srpsko Orašje, zuvor Teil von Orašje)
5. Modriča
6. Pelagićevo (zuvor Teil von Gradačac)
7. Petrovo (zuvor als Bosansko Petrovo Selo Teil von Gračanica und Lukavac)
8. Stanari (bis 2014 Teil von Doboj)
9. Šamac (früher Bosanski Šamac)
10. Vukosavlje (zuvor Teil von Modriča und Odžak)

- Region Bijeljina Die Region ist in 3 Gemeinden unterteilt:

1. Bijeljina
2. Lopare
3. Ugljevik

- Region Vlasenica Die Region ist in 7 Gemeinden unterteilt:

1. Bratunac
2. Milići
3. Osmaci
4. Srebrenica
5. Šekovići
6. Vlasenica
7. Zvornik

- Region Sarajevo-Romanija Die Region ist in 8 Gemeinden unterteilt:

1. Han Pijesak
2. Istočna Ilidža (zuvor Srpska Ilidža)
3. Istočni Stari Grad (zuvor Srpski Stari Grad)
4. Istočno Novo Sarajevo (zuvor Srpsko Novo Sarajevo)
5. Pale
6. Rogatica
7. Sokolac
8. Trnovo

- Region Foča Die Region ist in 6 Gemeinden unterteilt:

1. Čajniče
2. Foča (zeitweilig Srbinje)
3. Kalinovik
4. Rudo
5. Ustiprača (auch Novo Goražde, zeitweilig Srpsko Goražde; zuvor Teil von Goražde)
6. Višegrad

- Region Trebinje Die Region ist in 7 Gemeinden unterteilt:

1. Berkovići (zuvor Teil von Stolac)
2. Bileća
3. Gacko
4. Istočni Mostar (zeitweilig Srpski Mostar; zuvor Teil von Mostar)
5. Ljubinje
6. Nevesinje
7. Trebinje

## Umbenannte Gemeinden
Am 27. Februar 2004 hat das Verfassungsgericht von Bosnien und Herzegowina Stellung zur Umbenennung einiger Gemeinden der Republika Srpska genommen. Dabei stellte es Verstöße gegen die Verfassung von Bosnien und Herzegowina fest, da insbesondere der Zusatz "Srpski" vor Städtenamen den Grundsatz der Gleichstellung der Volksgruppen verletzt. Nach dieser Entscheidung begann die Republika Srpska mit der erneuten Umbenennung der betroffenen Gemeinden. Am 22. September 2004 hat das Gerichtshof offiziell entschieden, die zwischenzeitlichen Bezeichnungen wieder rückgängig zu machen oder durch neue Namen zu ersetzen. Betroffen sind folgende Gemeinden, die meistens Bestandteile von durch die IEBL zerteilten Gemeinden darstellen:
| Name nach 1995       | Gültige Ortsnamen entsprechend Beschluss des Verfassungsgerichts | Vom Parlament der Republik Srpska vorgeschlagen |
| -------------------- | ---------------------------------------------------------------- | ----------------------------------------------- |
| Srpski Drvar         | Istočni Drvar                                                    | Istočni Drvar                                   |
| Srpski Sanski Most   | Oštra Luka                                                       | Oštra Luka                                      |
| Srpski Mostar        | Istočni Mostar                                                   | Istočni Mostar                                  |
| Srpsko Goražde       | Ustiprača                                                        | Novo Goražde                                    |
| Srbinje              | Foča                                                             | Foča                                            |
| Srpski Ključ         | Ribnik                                                           | Ribnik                                          |
| Srpska Kostajnica    | Bosanska Kostajnica                                              | Kostajnica                                      |
| Srpski Brod          | Bosanski Brod                                                    | Brod                                            |
| Srpska Ilidža        | Kasindo                                                          | Istočna Ilidža                                  |
| Srpsko Novo Sarajevo | Lukavica                                                         | Istočno Novo Sarajevo                           |
| Srpski Stari Grad    | Istočni Stari Grad                                               | Istočni Stari Grad                              |
| Srpsko Orašje        | Donji Žabar                                                      | Donji Žabar                                     |